# Авлия (Чайниче)
Авлия (серб. Авлиjа, босн. Avlija) — населенный пункт (деревня) в общине Чайниче, который принадлежит энтитету Республике Сербской, Босния и Герцеговина. По результатам югославской переписи населения 1991 года в Авлие проживало 129 человек.

## Население
В населении деревни преобладают мусульмане (боснийцы).
| 1961                           | 1971 | 1981 | 1991 | - | - | - |
| ------------------------------ | ---- | ---- | ---- | - | - | - |
| 230                            | 234  | 166  | 129  | - | - | - |
| Гистограмма динамики населения |      |      |      |   |   |   |